# Nancy Lopez

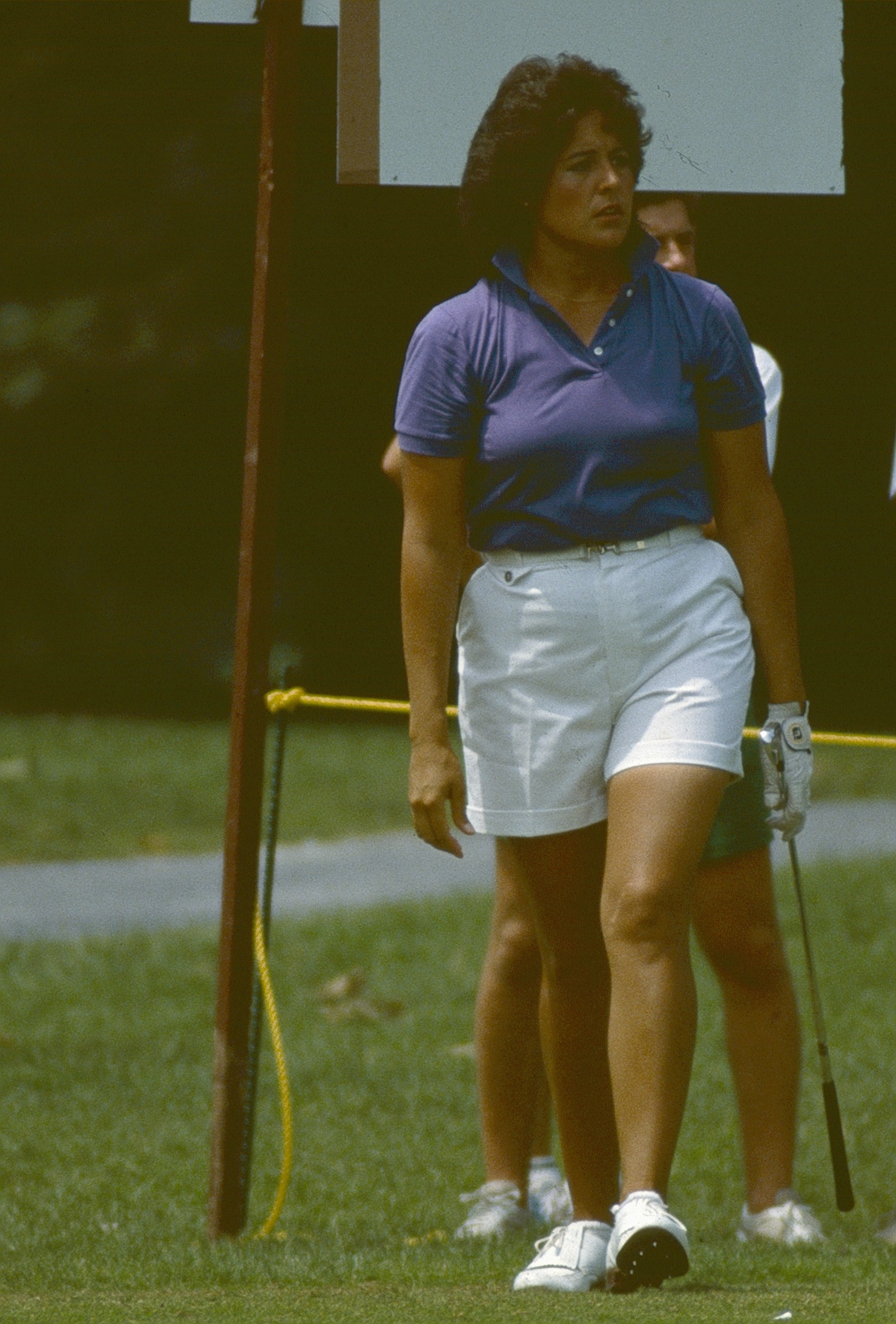
Nancy Lopez

Nancy Lopez, född 6 januari 1957 i Torrance, Kalifornien, är en amerikansk golfspelare, en av de mest framgångsrika kvinnliga spelarna genom tiderna. Hon spelade på LPGA-touren under många år och är medlem i World Golf Hall of Fame. Hon är även känd som Nancy Lopez-Melton och senare Nancy Lopez-Knight (efter sitt äktenskap med basebollspelaren Ray Knight).
Lopez började spela golf vid 8 års ålder och var bara 12 år gammal när hon vann New Mexico Women's Amateur. De följande åren vann hon USGA Junior Girls Championship två gånger, 1972 och 1974. Hon vann Western Junior tre gånger och Mexican Amateur 1975. Det året spelade hon för första gången i US Womens Open där hon slutade på andra plats.
Lopez blev professionell 1977 och det året kom hon tvåa i US Women's Open. 1978 vann hon nio tävlingar och av dessa vann hon fem i rad vilket är rekord och hon är den enda spelaren som vunnit Rookie of the Year, Player of the Year och Vare Trophy under samma säsong. Samma år vann hon sin första major, LPGA Championship.
Hon spelade i Solheim Cup 1990 och 2005 var hon kapten för USA:s lag.

## Meriter

### Majorsegrar
- 1978 LPGA Championship
- 1985 LPGA Championship
- 1989 LPGA Championship

### LPGA-segrar
- 1978 Bent Tree Classic, Sunstar Classic, Greater Baltimore Classic, Coca-Cola Classic, Golden Lights Championship, Bankers Trust Classic, Colgate European Open, Colgate Far East Open
- 1979 Sunstar Classic, Sahara National Pro-Am, Women's International, Coca-Cola Classic, Golden Lights Championship, Lady Keystone Open, Colgate European Open, Mary Kay Classic
- 1980 Women's Kemper Open, The Sarah Coventry, Rail Charity Golf Classic
- 1981 Arizona Copper Classic, Colgate-Dinah Shore, The Sarah Coventry
- 1982 J&B Scotch Pro-Am, Mazda Japan Classic
- 1983 Elizabeth Arden Classic, J&B Scotch Pro-Am
- 1984 Uniden LPGA Invitational, Chevrolet World Championship of Women's Golf.
- 1985 Chrysler-Plymouth Classic, Mazda Hall of Fame Championship, Henredon Classic, Portland PING Championship
- 1987 Sarasota Classic, Cellular One-PING Golf Championship
- 1988 Mazda Classic, Ai Star/Centinela Hospital Classic, Chrysler-Plymouth Classic
- 1989 Atlantic City Classic, Nippon Travel-MBS Classic.
- 1990 MBS LPGA Classic
- 1991 Sara Lee Classic
- 1992 Rail Charity Golf Classic, PING-Cellular One LPGA Golf Championship
- 1993 Youngstown-Warren LPGA Classic
- 1997 Chick-fil-A Charity Championship

### Inofficiella segrar
- 1979 Portland-PING Team Championship (med Jo Ann Washam)
- 1980 JCPenney Classic (med Curtis Strange)
- 1987 Mazda Championship (med Miller Barber)
- 1992 Wendy's Three-Tour Challenge [med Dottie Pepper och Patty Sheehan)

### Utmärkelser
- 1978 Rookie of the Year, Vare Trophy, Player of the Year, Golf Writers Association of America (GWAA) Female Player of the Year
- 1979 Player of the Year, Vare Trophy,Golf Writers Association of America (GWAA) Female Player of the Year
- 1985 Rolex Player of the Year, Vare Trophy,Golf Writers Association of America (GWAA) Female Player of the Year
- 1987 William and Mousie Powell Award. 1988 Rolex Player of the Year
- 1989 World Golf Hall of Fame
- 1992 Flo Hyman Award
- 1998 Bob Jones Award
- 2000 William D. Richardson Award, Old Tom Morris Award
- 2001 invald i Georgia Sports Hall of Fame
- 2003 Billie Jean King Contribution Award